# Бананица (слаткиш)
Бананица је посластица у облику мале банане, преливен чоколадом. То је један од најпознатијих српских брендова, настао давне 1938. године. Производи је фабрика прехрамбених производа Соко Штарк из Београда. Оригинални назив производа гласи Крем банана.
Производ је познат и као крем банана, чоколадна бананица и сл. Данас се на тржишту Србије може наћи више сличних производа различитих произвођача и под различитим називима, али се само Бананица прави по оригиналној рецептури. Облик бананице се није мењао од првог дана њеног настанка.

## Историја
Производња чоколадне бананице, данас познате као Бананица, започела је у Земунској фабрици слаткиша Рода, данашњем Соко Штарку. Осмислио ју је посластичарски мајстор Фрања Ваја, Вршчанин мађарског порекла. Вештину израде чоколаде и чоколадних десерта Ваја је стекао у Словачкој и Мађарској. Прва Бананица је настала 1938. године. За њу је Фрањо Ваја добио 1,5 динар од ондашњих власти, као награду за нови производ на тржишту.

## ПроизводњаБананице
Основу Бананице чини пенаста маса направљена од беланаца и желатина добијеног из алге агар—агар, преливена чоколадом. У почетку су се за производњу овог слаткиша користила „жива” јаја, док се данас користи беланце у праху. Агар–агар, морска алга која се и данас користи за желирање Бананице, долазила је у танким и дугачким сушеним тракама. Она се затим потапала у воду, бубрила и додавала у масу за крем. Захваљујући управо желатину из ове алге Бананица има препознатљиву пенасту структуру.
У почетку је преливање бананица чоколадом такође рађено ручно, на дрвеним рамовима са мрежастим дном, такозваним гитерима. Изливени комади ређали су се на гитере, а затим четком чистили од вишка скроба. После чишћења на њих се ручно наносио чоколадни прелив. Вишак чоколаде сакупљао се у посуде испод рамова, поново загревао до потребне температуре и користио за следеће преливање. Преливене бананице су се потом одлагале у посебну просторију за хлађење, како би се чоколадна маса што пре стегла. Дневна производња је била око 10 килограма готовог производа.

### Савремена производња
У другој половини 20. века производња Бананице је аутоматизована. Прва машина за чоколадирање набављена је 1960. године. Пет година касније, 1965. набављена је и машина за ливење, чиме је у потпуности престала мануална производња Бананице.
Данашње бананице праве се од беланаца у праху, а производња је знатно олакшана применом савремене механизације. За припрему једне бананице потребно је око двадесет сати, јер се пенаста маса мора добро осушити, за шта је потребно и до дванаест сати. После сушења следи чоколадом која не садржи млеко. После чоколадирања брзо се одвозе на хлађење. Охлађени слаткиши одлазе на посљедњу контролу, где се одбацују они са грешком и готове Бананице одлазе на паковање.
Данас се Бананица производи у количинама и до 100 милиона комада годишње.

## Име
Оригинално име производа деценијама је било Крем банана, али је међу потрошачима била популарнија као „чоколадна бананица”. Зато је почетком 21. века. упоредо са променом дизајна амбалаже, промењено и оригинално име у ово које данас носи — Бананица. Ново име изабрано је на конкурсу под именом „Пола века име чека”, који је расписала компанија Соко Штарк. Ово име било је најчешћи међу 37.000 предлога, колико их је пристигло на конкурс.

## Нови производи настали одБананице
Упоредо са новим именом и визуелним идентитетом Бананица је добила и „чоколаднију” варијанту. Нови производ — Скроз чоколадна бананица разликује се од оригиналне по томе што је у пенасти крем додата и чоколада.

### Бананицакао састојак у рецептима
Током деценија постојања бананица није остала само омиљени слаткиш, већ се често користи и као један од састојака за припремање различитих домаћих торти и колача.